# Destelbergen
Destelbergen – miejscowość i gmina (gemeente) w Belgii, w Regionie Flamandzkim, w prowincji Flandria Wschodnia, w okręgu Gandawa.

## Podział administracyjny
W skład gminy wchodzi jedna dzielnica (deelgemeente):
- Heusden

## Demografia
- Źródła: NIS, od 1806 do 1981= według spisu; od 1990 liczba ludności w dniu 1 stycznia

1 stycznia 2024 całkowita populacja Destelbergen liczyła 19 110 osób. Łączna powierzchnia gminy wynosi 26,70 km², co daje gęstość zaludnienia 716 mieszkańców na km².